# Piana dei Merli
La Piana dei Merli (in albanese Rrafshi i Kosovës; in serbo Косово Поље?, Kosovo Polje) è un polje (tipo di dolina carsica) situato in Kosovo.
Dalla regione geografica prende il nome la città di Kosovo Polje e il paese stesso del Kosovo.

## Storia
La regione è nota per la battaglia della Piana dei Merli, che qui si tenne nel 1389, tra una coalizione balcanica cristiana capeggiata dall'esercito dell'alleanza dei regni serbi e l'esercito ottomano, che vinse lo scontro.

## Geografia
La pianura si estende in direzione nordovest-sud: partendo da Kosovska Mitrovica, include Obiliq, Kosovo Polje, Lipjan, e arriva quasi fino a Kaçanik.